# Henriëtte Kuyper
Henriëtte Sophia Suzanna (Jetta) Kuyper (Amsterdam, 1 oktober 1870 - Zwitserland, 12 oktober 1932) was een van de dochters van de gereformeerde, Nederlandse theoloog-politicus Abraham Kuyper en zijn vrouw Johanna Hendrika Schaay. 

## Betekenis
Zij was een, voor haar tijd, geëmancipeerde vrouw en auteur van een aantal reisboeken. Haar vader vroeg haar geregeld om namens hem correspondentie af te wikkelen, met name brieven handelend over zaken waarin hij niet te nauw betrokken wenste te worden, zoals de 'lintjesaffaire' en de briefwisseling met Mathilde Westmeijer die haar vader chanteerde. 
Henriëtte Kuyper werd vooral bekend als erepresidente ('Bondsmoeder') van de Bond van Meisjesvereenigingen op Gereformeerden Grondslag, de jeugdbeweging voor meisjes die lid waren van de Gereformeerde Kerken in Nederland.
Haar talrijke reisverhalen, een mengeling van toeristische informatie en maatschappelijke overwegingen, vonden later navolgers, zoals onder meer Cees Nooteboom.

## Levensloop
Henriëtte Kuyper werd deels opgevoed in Nice, waar zij ook naar school ging. Zij sprak dan ook vloeiend Frans. De domineesdochter kreeg geen kans om verder te studeren, maar volgde wel hoorcolleges en was voor het overige autodidact. Van haar vader ontving ze het catechetisch onderwijs en zij was streng-calvinistisch in haar levensbeschouwing.
In 1894 schreef zij op aandringen van Frederik Lodewijk Rutgers en Johannes Cornelis Sikkel een eerste schetsje: Een Reisontmoeting, dat onder de schuilnaam S.C. (Essay = poging) werd opgenomen in de Zuid-Hollandsche Kerkbode, het orgaan van Ds. Sikkel (later werd het essay afzonderlijk uitgegeven als boekje). Daarna volgden Schetsen, die geplaatst werden in gereformeerde bladen zoals Eigen Haard en Timotheus.
In 1899 stierf haar moeder en nam zij, als oudste dochter, de huishouding met een drukbezette vader, vijf broers en twee jongere zusjes op zich. Zij reserveerde desondanks twee uur per dag voor haar literaire werk. In de avond was zij gastvrouw, ook voor ministers. De Kuypers ontvingen veel gasten onder wie ook katholieke geestelijken. Het geregeld verblijf in Frankrijk en de "finishing school" in Zwitserland hadden van Henriëtte een vrouw gemaakt die met personen van verschillende gezindten en afkomst goed om kon gaan.
Een reis naar Amerika in 1906 opende Henriëtte Kuypers ogen voor de mogelijkheden die haar Amerikaanse seksegenoten bezaten. Zij mocht van haar vader niet in het openbaar optreden, maar dat belette haar niet te spreken op vergaderingen en voordrachten te houden. Nederland, het Huis van Oranje en de zending waren daarbij haar voornaamste onderwerpen. Teruggekeerd in Den Haag schreef ze haar boek met de titel Een half jaar in Amerika, en ze gaf na twee jaren van pleiten bij haar vader haar eerste lezing in Nederland De Amerikaansche vrouw. Daarmee was de eerste Nederlandse die op deze wijze optrad.
In 1908 maakt Henriette een reis naar Italië, waar zij Bologna, Rome, Florence, Milaan en Venetië bezocht. Tijdens deze reis schreef ze haar Brieven uit Italië, die later omgewerkt in boekvorm verschenen onder de titel Lentedagen in Italië.
Aan het eind van dat jaar vertrok ze naar Constantinopel als lid van de Nederlandse Rode Kruis-ambulance in Turkije van G.W.S. Lingbeek. Voor deze werkzaamheden tijdens de Balkanoorlogen ontving ze in 1913 de Medaille van het Rode Kruis en werd ze benoemd tot ridder in de Orde van Oranje-Nassau en tot commandeur in de Orde van Liefdadigheid.
In 1913 werd zij lid van de Maatschappij der Nederlandse Letterkunde. In de Eerste Wereldoorlog werkte zij in het noodziekenhuis van het Rode Kruis in 's-Gravenhage, later voor de Nederlandse ambulance in Gleiwitz en Boedapest. In Hongarije richtte zij weeshuizen op.

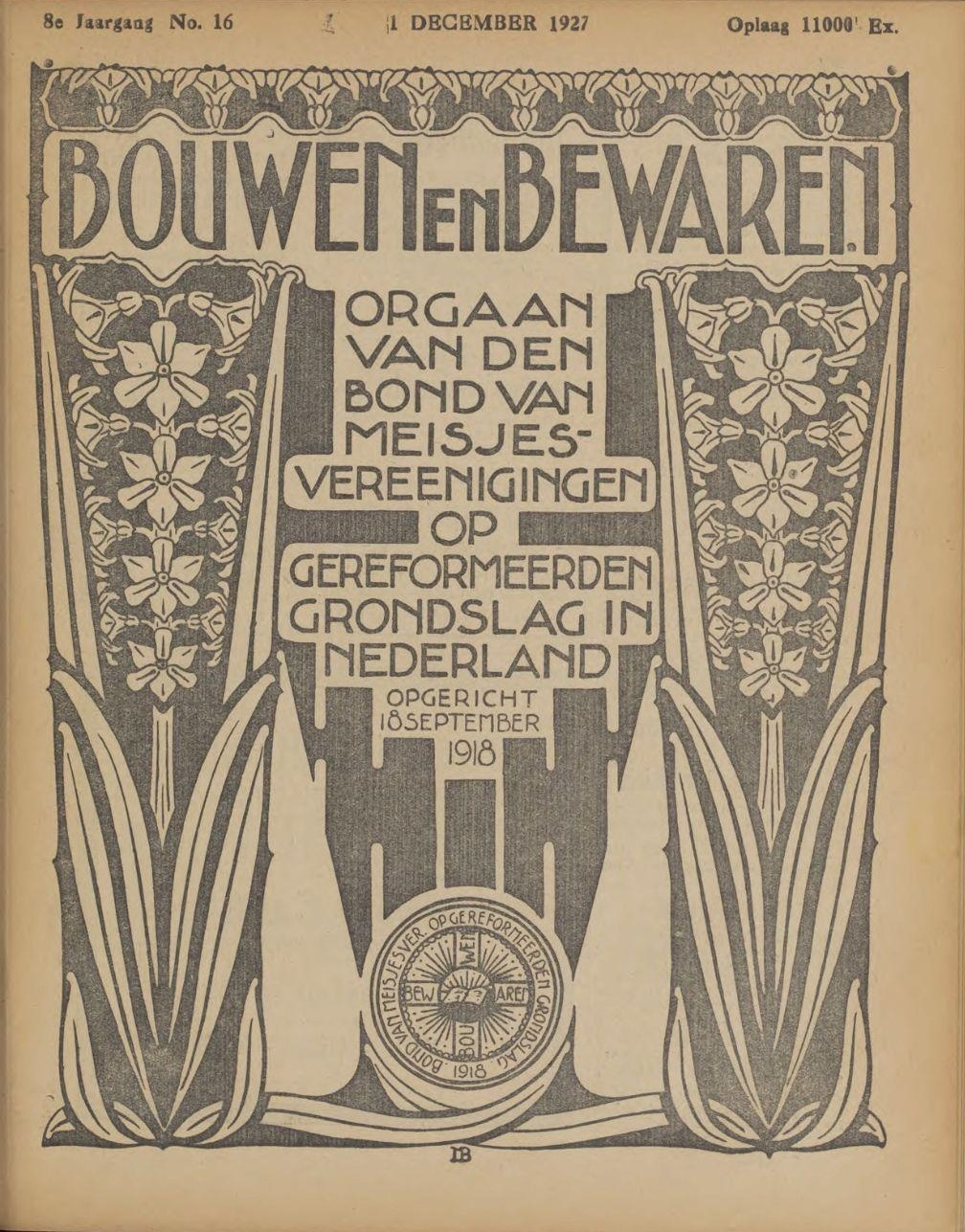
Omslag (1927) van Bouwen en bewaren

In 1918 ging Henriëtte Kuyper zich wijden aan het Gereformeerde jeugdwerk. Zij werd erepresidente van de Bond van Meisjesvereenigingen op Gereformeerden Grondslag, was lid van de Commissie van Advies en hoofdredactrice van het Gereformeerde Bondsorgaan ‘Bouwen en Bewaren’.
De oprichting van christelijke vrouwenorganisaties in de tijd van de verzuiling waren geen gevolg van de eerste feministische golf. De christelijke vrouwen waren vooral sociaal actief, ze braken niet met de trouw aan de politieke partij (de gereformeerde Anti-Revolutionaire Partij). Bij het tweede Christelijk-Sociaal Congres, dat in 1919 werd gehouden, liet Henriëtte Kuyper weten dat de vrouwenorganisatie in haar ogen "een reactie was op het rode gevaar". Voor de protestantse vrouwen was de sociaaldemocratische vrouwenorganisatie de directe aanleiding zich te organiseren. De actieve wijze waarop dit gebeurde heeft mee de verzuiling gestalte gegeven.
Ook in haar politiek en maatschappelijk engagement volgde Henriëtte Kuyper dus trouw de antithese leer van haar vader.
Dankzij haar organisatietalent groeide de gereformeerde meisjesbond in de jaren na de Eerste Wereldoorlog snel. Zij leerde de jongeren in lezingen en artikelen de 'Antirevolutionaire Beginselen' zoals die door haar vader waren geformuleerd.
In 1919 vaardigde de Nederlandse Regering haar af als raadgeefster inzake het "Vrouwenvraagstuk" naar de eerste Internationale Arbeidsconferentie in Washington. Ook hierover schreef zij een boek.
Na de dood van Abraham Kuyper zette zij zich aan het ordenen van zijn reusachtige archief, dat later aan het archief van de Vrije Universiteit werd geschonken.
Zij schreef ook artikelen in tal van bladen, vooral van gereformeerde snit, zoals Timotheus, Chr. Vrouwenleven, Op den Uitkijk, Stemmen des Tijds, Antirevolutionaire Staatkunde (het orgaan van de Dr. Abraham Kuyper-Stichting), Volk en Troon, De Standaard en Meisjesleven. In De Standaard had zij een vaste rubriek over Vrouwenleven: ‘Brieven aan een verre Vriendin’. Zij was in gereformeerde kring zeer invloedrijk. Zij werd lid van het Hoofdbestuur der Vereniging Voor Volkenbond en Vrede, lid van de Centrale Commissie voor de Filmkeuring, lid van de Examencommissie der Chr. Meisjesschool Juliana van Stolberg in 's-Gravenhage, secretaresse van het Nederlands Comité voor 't Hollandsch-Hongaarsche Meisjeshuis in Gödöllő, lid van de Commissie van Toezicht op Studiebeurzen, bestuurslid en verslaggeefster van het Comité van Bijstand der Christelijke Scholen voor meisjes uit den Javaanschen adelstand in Jogjakarta. Iedere winter hield zij in Nederland en België lezingen over Bijbelse onderwerpen, over politiek, letterkunde, het vrouwenvraagstuk en de Gereformeerde Jeugdorganisatie.
Henriëtte Kuyper leefde samen met een vriendin, in haar in memoriam in het blad van de Maatschappij der Nederlandsche Letterkunde haar "intieme vriendin en huisgenote" genoemd. Het overlijden van haar vriendin in 1932 zorgde voor een zware depressie. Tijdens een herstelkuur in Zwitserland maakte een, toen door het gemis van antibiotica nog vaak dodelijke, longontsteking een einde aan haar leven.
Zij werd begraven in het familiegraf van de Kuypers op Oud Eik en Duinen te 's-Gravenhage.

## Henriette Kuyper en Guido Gezelle
In 1912 bezocht Henriette Vlaanderen, waarbij ze hoofdzakelijk in de voetsporen wilde treden van de twaalf jaar eerder overleden priester-dichter Guido Gezelle, wiens naam en reputatie een groeiende bekendheid aan het verwerven was in Nederland. Dit gaf het jaar daarop aanleiding tot het boek In het land van Guido Gezelle, gepubliceerd door La Rivière & Voorhoeve in Zwolle. 
Haar belangstelling voor Guido Gezelle was gewekt door een lezing die ze in Den Haag had bijgewoond, gegeven door Pieter Jozef Chrispeels (1859-1939), protestants predikant in Maria-Horebeke. In Vlaanderen vond ze een behulpzame dominee om haar reis te organiseren, de in Gent gevestigde Jan Domela Nieuwenhuis Nyegaard. Kon ze de dichter zelf niet meer ontmoeten, dan kon ze wel uitgebreid kennis maken met zijn familie: Florence (zuster Columba) Gezelle, Caesar Gezelle en Stijn Streuvels, en met zijn vrienden: Gustaaf Verriest, Hugo Verriest, Gabrielle Verriest, dochter van Adolf Verriest en zelfs Cordelia Van de Wiele. Daarnaast bezocht ze nog enkele andere grootheden zoals Cyriel Buysse en Virginie Loveling.
Haar mentors, Chrispeels en Domela Nieuwenhuys, introduceerden haar in twee kleine minderheden: de protestanten, zoals die in de enclave van Maria Horebeke leefden, en de radicale Vlaamsgezinden die zich een paar jaar later zouden laten bekoren door activisme en collaboratie. Ze overdreef wel door Gezelle, de familie Verriest, Albrecht Rodenbach en anderen, ongenuanceerd in het kamp van de anti-Belgen en separatisten onder te brengen. Deze introducties hebben haar wellicht een wat fragmentarisch beeld van de Vlaamse gemeenschap gegeven.
In 1925 publiceerde Kuyper een 'herziene druk' van haar Gezelleboek. Er was ondertussen veel gebeurd. Van een paar Vlamingen die ze voor de oorlog had ontmoet, voegde ze er nu in voetnota bij dat ze zware veroordelingen hadden opgelopen vanwege hun collaboratie met de bezetter. De terdoodveroordeelde Domela Nieuwenhuis moest ze niet meer in Gent gaan opzoeken, maar in zijn onderkomen in Beetsterzwaag. Daarbij liet ze zich begeleiden door een voorwoord geschreven door de Heel-Nederlander Carel Gerretson. Haar boek bleef alvast een interessante kijk weergeven van een Nederlandse protestantse over een vreemd gebied, Vlaandereen geheten. In zijn biografie Mijnheer Gezelle verwees Michel Van der Plas bij herhaling naar Henriette Kuyper.

## Werken
- 1892 Verjaardagalbum met motto's uit de werken van Dr. A. Kuyper.
- 1895 Een Reisontmoeting, voor vrouwen en meisjes.
- 1896 Zakenregister op E Voto Dordraceno (verklaring van den Heidelbergsche Catechismus door Dr. A. Kuyper).
- 1900 Gulden vensteren. Zinnebeelden voor oud en jong. Vertaald uit het amerikaansch van Laura E. Richards
- 1900 Het Leven van Frances Ridley Havergal, door hare zuster Maria V.G. Havergal, vertaald uit het Engels.
- 1902 De Lelie van ons Vorstenhuis, over Willem de Zwijger en Charlotte van Bourbon door Caroline Abwater Mason, vertaald uit het Amerikaans.
- 1903 Het Teeken des Kruises, door Wilson Barett, vertaald uit het Engels.
- 1905 Brieven uit Rusland.
- 1906 Van het Licht, dat schijnt in de Duisternis. Een bundel schetsen.
- 1907 Een half jaar in Amerika.
- 1909 De lelie van ons vorstenhuis. Vert. van: A lily of France van Caroline Atwater Mason, 1901
- 1909 Hendrik Hudson in Hollands Dienst.
- 1910 Toen onze Koningin Prinsesje was, door Miss E. Saxton Winter, vertaald uit het Engels.
- 1911 Vacantie in Engeland. 2e druk.
- 1912 Brieven uit de Bergen.
- 1913 Van Heinde en Ver, Bloemlezing uit Reisbeschrijvingen.
- 1913 In het Land van Guido Gezelle.
- 1914 Van oorlog en vrede. Overdenkingen naar aanleiding van den Grooten Oorlog.
- 1917 Hongarije. Herinneringen van een hollandsche vrouw.
- 1918 Hongarije in oorlogstijd. In en om de Nederlandsche ambulance te Boedapest (benevens een uitstapje naar Weenen).
- 1918 Het teeken des kruises. Een verhaal uit den tijd van Nero van Wilson Barrett. Vert. uit het Engels
- 1919 Paulus. Loopbaan, levenswerk, lijdensweg.
- 1920 De Pilgrimfathers in Nederland, 1608-1620.
- 1921 De Levensavond van Dr. A. Kuyper, door H.S.S. en J.H. Kuyper.
- 1921 Lentedagen in Italië.
- 1921 Tweede reis naar Amerika. Vier weken te Washington (rondom de Eerste Internationale Arbeidsconferentie).
- 1922 Waar het om gaat, Proeve van politieke voorlichting der anti-revolutionaire vrouw.
- 1922 Herinneringen van de oude garde aan den persoon en den levensarbeid van Dr. A. Kuyper, door H.S.S. en J.H. Kuyper.
- ca. 1922 Moederschapszorg
- 1923 Van Liefde's Leed. Schetsen en gedichten.
- 1924 Van Liefde's Licht.
- 1924 Moeder Eva. Biographie.
- 1925 In het land van Guido Gezelle, 2e herziene druk.
- 1926 Voorbijgangers. Een bundel verhalen en verzen.
- 1927 Hou en trouw. Redevoeringen gehouden op de Bondsdag van de Bond van meisjesvereenigingen op Gereform. grondslag in Nederland
- 1930 Van Frankrijk voorheen en thans.
- 1931 Leidraad bij de behandeling der antirevolutionaire beginselen ten behoeve van meisjesvereen. op gereformeerden grondslag.
- 1934 Verzamelde verzen.